# فرانسيسكو مارينو (كاهن كاثوليكي)
فرانسيسكو مارينو (بالإيطالية: Francesco Marino)‏ هو كاهن كاثوليكي إيطالي، ولد في 24 نوفمبر 1955 في كيسا (إيطاليا) في إيطاليا.